# Sylwester (Miedwiediew)
Sylwester (rus. Симео́н Агафо́нович Медве́дев; ur. 27 stycznia?/6 lutego 1641 w Kursku, zm. 11 lutego?/21 lutego 1691 w Siergijew Posadzie) – pisarz, nadworny poeta, historiograf, filozof, autor niezrealizowanego projektu utworzenia w Moskwie uniwersytetu. Uczeń i przyjaciel Symeona Połockiego.

## Życiorys
W 1658 przeniósł się do Moskwy i zaczął pracę w tajnej carskiej kancelarii. Od 1665 uczył się w szkole przy klasztorze Zaikonospasskim w Moskwie, gdzie zwrócił na siebie uwagę mnicha z Połocka.
W 1674 w Putywlu został mnichem.
W 1677 powrócił do Moskwy, gdzie został korektorem ksiąg religijnych wydawanych w Moskiewskiej Drukarni. 
Brał udział w sporach religijnych w latach 80. XVII w., po stronie „łacinników” i w walce politycznej po śmierci Fiodora III, popierając stronnictwo regentki Zofii. Po nieudanym buncie strzelców i tym samym klęsce Zofii mnich Sylwester został stracony z rozkazu Piotra I.